# Josef Paul Kleihues

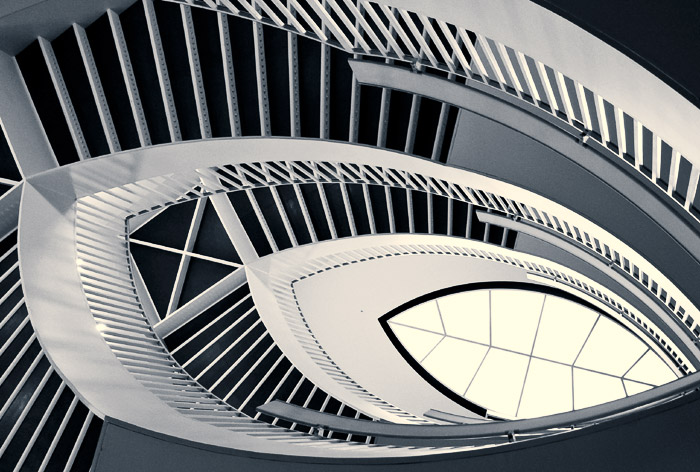
Museum of Contemporary Art, Chicago

Josef Paul Kleihues, född 1933, död 2004, tysk arkitekt som framförallt är känd för sitt mångåriga arbete i Berlin. 
Kleihues studerade arkitektur i Stuttgart  (1955-1957) och på Technische Universität Berlin (1957-1959) samt ett år på École nationale supérieure des Beaux-Arts i Paris. 1962 grundade han tillsammans med Hans Heinrich Moldenschardt egen byrå. Kleihues propagerade som professor vid TU Dortmund och som ansvarig för Internationale Bauausstellung 1984 en krititisk rekonstruktion av stadens bebyggelse. I Berlin ritade Kleihues bland annat Berliner Stadtreinigungs verkstad (1969-1980).
Kleihues är även känd för sina många museiprojekt: Archäologisches Museum i Frankfurt am Main, Museum Lütze i Sindelfingen, Hamburger Bahnhof i Berlin och Museum of Contemporary Art i Chicago är några exempel. Kleihues gjorde även ombyggnationen av Galeria Kaufhof på Alexanderplatz i Berlin och en rad fasader för klädkedjan Peek & Cloppenburg.